# Рапа Нуи (фильм)
«Рапа Нуи» (англ. Rapa-Nui) — американский кинофильм 1994 года, режиссёром и сценаристом которого выступил Кевин Рейнольдс. Среди продюсеров фильма значится Кевин Костнер и один из создателей фильмов «Матрица» и «Властелин колец» Барри М. Осборн. Сюжет основан на легендах рапануйцев об острове Пасхи.

## Сюжет
С XIV века рапануйцы создают на своём острове монументальные статуи моаи. Но к XVII веку их некогда развитая цивилизация приходит в упадок, истощив природные запасы. Нехватка продовольствия и социальная рознь расшатывают общественный строй, основанный привилегированным сословием «длинноухих».
Тем временем, на Рапа-Нуи появляется «любовный треугольник»: Норо, юноша из правящего клана, влюбляется в девушку из клана «короткоухих» Раману, которую также любит их общий друг детства «короткоухий» Маке. Тем временем приближаются традиционные ежегодные состязания, которые издавна проводятся между племенами. Победа должна достаться тому, кто первым доставит яйцо тёмной крачки с соседнего острова. Победившее племя будет управлять островом весь будущий год, а принёсший яйцо будет объявлен «Человеком-птицей» — посланником бога.

## В ролях
| Актёр            | Роль      |
| ---------------- | --------- |
| Эсай Моралес     | Маке      |
| Сандрин Холт     | Рамана    |
| Джейсон Скотт Ли | Норо      |
| Гордон Хэтфилд   | Риро      |
| Эру Потака-Дьюис | Арики-мау |

## Факты
Название фильма (Rapa-Nui), скорее всего, не было первоначальным. Одно из рабочих наименований проекта — Te Pito te Henua («пуп Земли»), были и другие варианты.

## Историческая достоверность
Сюжет смешивает элементы двух эпох: эру строительства моаи (XIII—XIV веков) и время культа «птицечеловеков» (XVII—XIX веков). Если конфликты между «длинноухими» и «короткоухими» были в реальности, то происходили раньше, чем зародился культ «Человека-птицы».
Фильм можно считать сжатой историей заката цивилизации острова Пасхи. Например, племя продолжало вырубать на острове деревья, чтобы перемещать моаи. В конце фильма Норо и Рамана пытаются сбежать с острова в специальном каноэ, построенном отцом Раманы.
Историческая точность этого фильма сомнительна, но центральная тема — разрушение природы острова — проиллюстрирована хорошо.